# トレンオテル

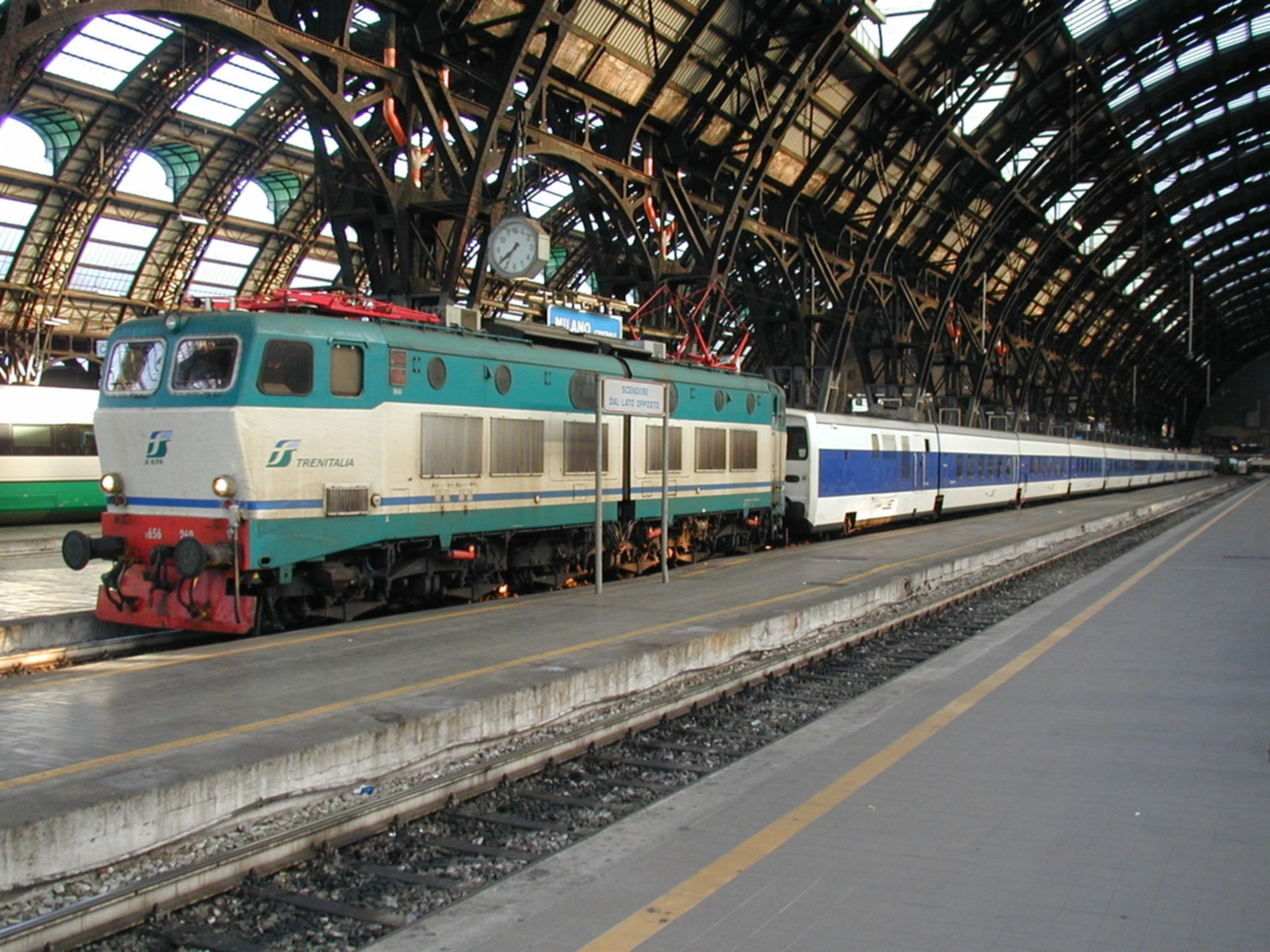
ミラノ中央駅に停車するトレンオテル・サルバドール・ダリ号

トレンオテル（Trenhotel）とはスペイン及びその周辺諸国で運行されている長距離夜行列車の名称である。スペインの主要都市間を結ぶ列車とスペインからポルトガル、フランス、スイス、イタリアへの国際列車がある。プレフェレンテ（一等車）とトゥリスタ（二等車）並びにカフェテリアを連結している。プレフェレンテは1人か2人部屋、トゥリスタは4人部屋の寝室である。運賃はレンフェ（スペイン国鉄）の長距離列車のなかでは高めである。最上級のクラスではコース料理の夕食と朝食の代金も運賃に含まれている。
客車はトレンオテル用に改造されたタルゴ4かタルゴ6が使用されている。2009年1月から、バルセロナ - ビーゴ・ア・コルーニャ、カディス、マラガの各系統では、液晶モニタなどのオーディオ装置の設置やベッドやソファ、身障者対応の設備を改良したタルゴ7の新車両を使用している。

## 編成
- ルシタニア号以外の国際列車
  - 国内では252形か269形機関車が、海外ではその国の機関車がタルゴ6を牽引。エリプソス社によって営業が行われている。

- 国内列車
  - 電化区間では252形か269形機関車、非電化区間ではディーゼル機関車がタルゴ4寝台車を牽引。

- ルシタニア号
  - スペイン国内はディーゼル機関車、ポルトガル国内はポルトガルの機関車がタルゴ4客車を牽引。

## 路線
| 国内列車                                                | |
| アントニオ・マチャード (Antonio Machado)                | バルセロナ・サンツ駅 - タラゴナ - バレンシア(La Font de Sant Lluís駅) - コルドバ - セビリア - ヘレス・デ・ラ・フロンテーラ- エル・プエルト・デ・サンタ・マリア· サン・フェルナンド - カディス                                                                                                |
| ヒブラルファロ (Gibralfaro) マラガ編成                  | バルセロナ・サンツ駅 - タラゴナ - サロウ - カステリョン・デ・ラ・プラナ - バレンシア(València-Nord駅) - アルマンサ - アルバセーテ - アルカサル・デ・サン・フアン - リナーレス・バエサ駅 - エスペルイ - アンドゥハル - コルドバ - モンティージャ - プエンテ・ヘニル - ボバディージャ - マラガ |
| ヒブラルファロ (Gibralfaro) グラナダ編成                | バルセロナ・サンツ駅 - タラゴナ - サロウ - カステリョン・デ・ラ・プラナ - バレンシア(València-Nord駅) - アルマンサ - アルバセーテ - アルカサル・デ・サン・フアン - リナーレス・バエサ駅 - ホダル・ウベダ駅 - モレーダ - イスナジョス - グラナダ                                              |
| リアス・ガジェーガス (Rías Gallegas) ア・コルーニャ編成 | マドリード・チャマルティン駅 - アビラ - メディーナ・デル・カンポ - サモーラ - プエブラ・デ・サナブリア - オウレンセ - サンティアゴ・デ・コンポステーラ - ア・コルーニャ |
| リアス・ガジェーガス (Rías Gallegas) ビーゴ編成         | マドリード・チャマルティン駅 - アビラ - メディーナ・デル・カンポ - サモーラ - プエブラ・デ・サナブリア - オウレンセ - ゴジャレイ - トゥイ - オ・ポリーニョ - レドンデーラ - ビーゴ |
| 国際列車                                                | |
| フランシスコ・デ・ゴヤ (Francisco de Goya)              | マドリード・チャマルティン駅 - バリャドリッド - ブルゴス - ビトリア＝ガステイス -西仏国境- ポワティエ - ブロワ - オルレアン(レ・ゾーブレ駅) - パリ・オステルリッツ駅 |
| パブロ・カザルス (Pau Casals)                           | バルセロナ・フランサ駅 - ジローナ - ポルトボウ -西仏国境- ペルピニャン - モンペリエ - シャンベリ -仏瑞国境- ジュネーヴ中央駅 - ベルン中央駅 - チューリッヒ中央駅 |
| サルバドール・ダリ (Salvador Dalí)                      | バルセロナ・フランサ駅 - ジローナ - ポルトボウ -西仏国境- ペルピニャン - モンペリエ - シャンベリ - トリノ(ポルタ・スーザ駅) - ミラノ中央駅 |
| ジョアン・ミロ (Joan Miró)                              | バルセロナ・フランサ駅 - ジローナ - ポルトボウ -西仏国境- ペルピニャン - リモージュ - オルレアン(レ・ゾーブレ駅) - パリ・オステルリッツ駅 |
| ルシタニア (Lusitania)                                  | マドリード・チャマルティン駅 - プラセンシア - カセレス - バレンシア・デ・アルカンタラ -西葡国境- エントロンカメント - リスボン・オリエンテ駅 - リスボン・サンタ・アポローニャ駅 |